# Капелла Санта-Барбара
Капелла Санта-Барбара (святой Варвары Илиопольской) — католическая капелла в Риме, одна из четырёх капелл первоначальной базилики Санти-Куаттро-Коронати и одна из двух, сохранившихся до настоящего времени (вторая — капелла святого Николая — находится внутри августинского монастыря и недоступна для осмотра). В IX веке капелла была пристроена к юго-восточному углу базилики. Вход в капеллу был обустроен с севера, из самого храма; основной алтарь был расположен на южной стороне, напротив входа, ещё два алтаря — на восточной и западной сторонах. Заново построенная Пасхалием II базилика стала уже, и капелла Санта-Барбара была изолирована от храма. Это привело к переориентации строения: вход теперь обустроен с запада, из монастырского клуатра (XIII век), а основной алтарь помещён в апсиде на восточной стороне.
Об устройстве Львом IV капеллы святой Варвары в Санти-Куаттро-Коронати было известно из сообщения Liber Pontificalis. Впоследствии капелла была переосвящена, и её прежнее название забыто. В 1913 году во время реставрации Антонио Муньос опознал в обнаруженных фресках эпизоды из жития святой Варвары и, связав эти эпизоды с сообщением Liber Pontificalis, сумел идентифицировать капеллу.
В плане капелла представляет собой почти квадрат, отклонение от правильной геометрической фигуры связано с тем, что капеллу пристраивали к существовавшему баптистерию. Капелла перекрыта крестовым сводом, опирающемся на мощные консоли, оформленные в виде ложных капителей (колонны под капителями отсутствуют). Предполагается, что изначально колонны в капелле присутствовали, но они не несли нагрузки, а служили лишь элементом декора (схожее устройство имеет капелла святого Зенона в церкви Санта-Прасседе, также относящаяся к IX веку).
Предполагается, что при Льве IV стены капеллы снаружи и изнутри были покрыты фресками, сохранившимися лишь фрагментарно: в южной апсиде видны две фигуры святых, над западным входом различимы геометрические мотивы. В XIII веке, одновременно со строительством клуатра, бенедиктинцы заново расписали капеллу: в восточной апсиде сохранилась Мадонна с Младенцем, на своде — фрагменты жития святой Варвары и символы евангелистов, по фризу под сводом выполнены геометрические узоры, повторяющие мозаики клуатра в стиле космати.